# El secreto del rio
El secreto del rio is een Mexicaanse Netflix-serie uit 2024.

## Verhaal
Manuel komt in het dorp van Erik te wonen, maar wordt niet volledig geaccepteerd. Manuel vindt de muxes interessant, maar die vormen toch min of meer een groep outcasts en iedereen die bevriend is met hen wordt niet volledig geaccepteerd. Tijdens de bruiloft van de oom van Erik, probeert de oom Manuel te verleiden en te misbruiken. Als Erik dit ziet grijpt hij in. De oom van Erik struikelt en valt achterover in het water en stoot zijn hoofd. Erik en Manuel besluiten dit geheim te houden, omdat niemand hen toch zal geloven. De politie besluit het overlijden als een ongeluk te classificeren en sluit het dossier. Als Manuel na het overlijden van zijn moeder bij zijn vader gaat wonen, verwatert het contact tussen Erik en Manuel.
Twintig jaar later komt Manuel, die zich dan Sicarú noemt, terug naar het dorp voor de uitvaart van de muxe Solange. Als ze daar Erik weer ontmoet wil hij in eerste instantie niets van Manuel/Sicarú weten. Als in het huis van de oma van Sicarú een man met een kind, wat mishandelt wordt, woont, besluit ze het kind te bevrijden, maar komt daarbij in aanraking met de nieuwe hoofd van de politie: Braulio, de pestkop van vroeger. En Braulio blijkt ook nog eens samen te spannen met de man die in het huis van de oma van Sicarú woont. Braulio besluit het 20 jaar oude dossier rondom het overlijden van de oom van Erik te heropenen en heeft zijn pijlen gericht op Sicarú.

## Rolverdeling
| Acteur                   | Personage         | Opmerking      |
| ------------------------ | ----------------- | -------------- |
| Mauro Guzmán             | Erik              |                |
| Frida Sofía Cruz Salinas | Manuel            |                |
| Diego Calva              | volwassen Erik    |                |
| Trinidad González        | Sicarù            |                |
| Lisa Rivas               | Paulina           |                |
| Yoshira Escárrega        | volwassen Paulina | vrouw van Erik |
| La Bruja de Texcoco      | Solange           | muxe           |
| Jero Medina              | volwassen Braulio |                |